# Phaeosphaeriopsis musae
Phaeosphaeriopsis musae är en svampart som beskrevs av Arzanlou & Crous 2006. Phaeosphaeriopsis musae ingår i släktet Phaeosphaeriopsis och familjen Phaeosphaeriaceae.   Inga underarter finns listade i Catalogue of Life.